# マックス・ガロ

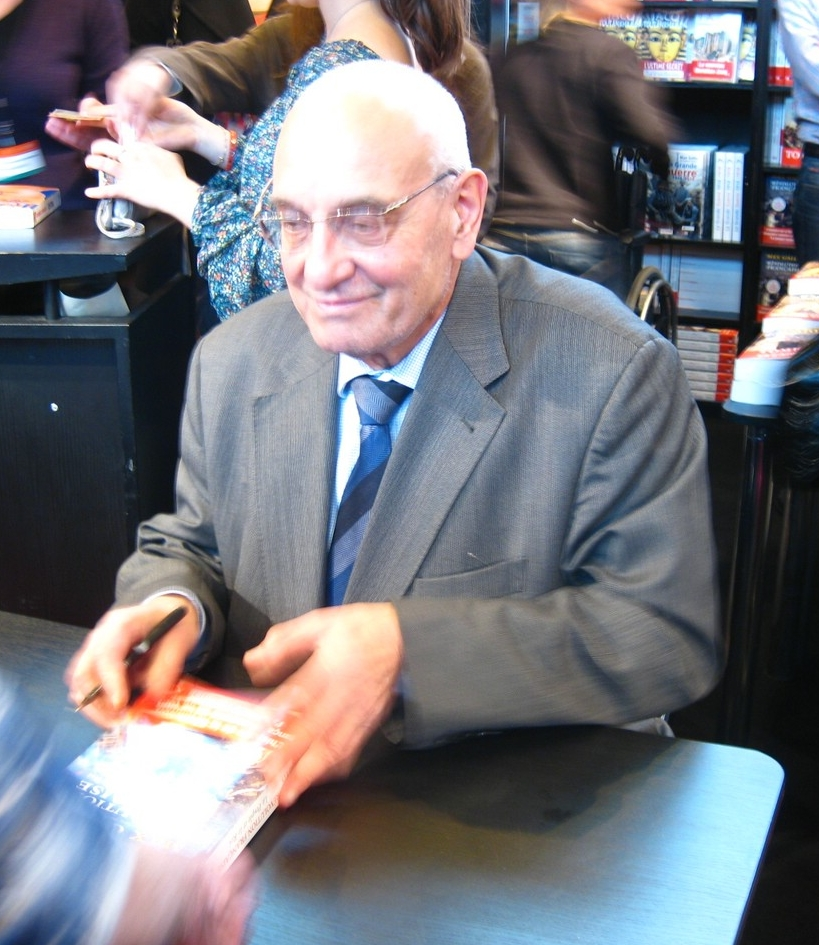
マックス・ガロ

マックス・ガロ（Max Gallo, 1932年1月7日 ニース - 2017年7月18日ヴェゾン＝ラ＝ロメーヌ）は、フランス共和国の歴史学者・文学者・政治家。国会議員（フランス社会党）、アカデミー・フランセーズ会員。

## 人物
かつてイタリア領でもあった伊仏国境のニースで生まれた境遇から、両国間の文化・歴史について研究を行っている。政治家としてはフランス共産党を経てフランス社会党に入党、議員としてミッテラン政権下で閣僚を務めた。日本では「カエサル」「ムッソリーニの時代」「イタリアか、死か」などイタリア関係の著作が翻訳されているが、故国フランスではシャルル・ド・ゴールやナポレオンの評伝などでも有名である。
2007年4月26日、歴史学者ジャン＝フランソワ・ルベルの死に伴い、アカデミー・フランセーズ会員（座席番号24）に選出される。

## 著作（フランス語）
- Le Cortège des vainqueurs, Robert Laffont, 1972
- Un pas vers la mer, Robert Laffont, 1973
- L’Oiseau des origines, Robert Laffont, 1974
- Que sont les siècles pour la mer, Robert Laffont, 1977
- Une affaire intime, Robert Laffont, 1979
- France, Grasset, 1980
- Un crime très ordinaire, Grasset, 1982
- La Demeure des puissants, Grasset, 1983
- Au nom de tous les miens, with Martin Gray, Robert Laffont, 1971
- Le Beau Rivage, Grasset, 1985
- Belle Époque, Grasset, 1986
- La Route Napoléon, Robert Laffont, 1987
- Une affaire publique, Robert Laffont, 1989
- Le Regard des femmes, Robert Laffont, 1991
- Les Fanatiques, Fayard, 2006
- Fier d'être Français, Fayard, 2006
- Les Romains. Spartacus. La Revolte des Esclaves, Fayard, 2006

## 日本語訳
- 『海への一歩』 榊原晃三訳、早川書房、1979年
- 『天使の入江　レヴェリ家の人びと1』 三輪秀彦訳、早川書房、1981年
- 『祭りの広場　レヴェリ家の人びと2』 三輪秀彦訳、早川書房、1983年
- 『ムッソリーニの時代』 木村裕主訳、文藝春秋、1987年
- 『イタリアか、死か　英雄ガリバルディの生涯』 米川良夫・樋口裕一訳、中央公論新社、2001年
- 『カエサル！』 小林修訳、扶桑社文庫（上下）、2006年

| 前任 ジャン＝フランソワ・ルヴェル | アカデミー・フランセーズ 席次24 第21代：2007年 - 2017年 | 後任 - |